# Otto Bauer
Otto Bauer (Viena, 5 de setembro de 1881 – Paris, 5 de julho de 1938) foi um social democrata austríaco, considerado um dos principais pensadores da corrente socialista austromarxista. Ele foi uma inspiração tanto para o movimento da Nova Esquerda como para o eurocomunismo, nas tentativas destes para encontrar uma "terceira via" para o socialismo democrático.

## Vida
Bauer nasceu em Viena. Tendo estudado na Universidade de Viena, ele concluiu seu doutorado em direito em 1906 e publicou seu primeiro livro, Die Sozialdemokratie und die Nationalitätenfrage, em 1907. Embora tenha sido politicamente ativo durante seus estudos, sua ascensão gradual no Partido Social Democrata da Áustria começou depois que ele terminou seus estudos de doutorado. Fundou Der Kampf, a revista teórica do partido em 1907 e entre 1907 e 1914 foi secretário do partido. Como um dos principais socialistas de "esquerda" da Áustria, Bauer foi capaz de se estabelecer como um provável sucessor de Viktor Adler como líder do partido.
Bauer serviu no Exército Austro-Húngaro e foi capturado na Frente Oriental nos primeiros meses da Primeira Guerra Mundial. Ele passou três anos como prisioneiro de guerra na Rússia, retornando à Áustria em 1917. Após a morte de Viktor Adler em 1918, Bauer tornou-se líder do Partido Social Democrata Austríaco. De novembro de 1918 a julho de 1919, os sociais-democratas austríacos formaram um governo de coalizão com o Partido Social Cristão e Otto Bauer foi nomeado Ministro das Relações Exteriores.
Apesar de seu socialismo marxista, ele tinha ideias pan-germânicas e nacionalistas (ele negociou com o governo de Weimar uma eventual adesão da Áustria à Alemanha em março de 1919 durante a Revolução Alemã) e ficou desapontado quando o Tratado de Versalhes proibiu expressamente a união da Áustria com a Alemanha. 
Quando Engelbert Dollfuss, com a ajuda de elementos do Partido Social Cristão e do Heimwehr, instalou uma ditadura autoritária e corporativista em 1933, as atividades dos social-democratas austríacos foram severamente restringidas. Após o fracasso da revolta dos social-democratas em fevereiro de 1934, Otto Bauer foi forçado ao exílio. Ele continuou a organizar a resistência dos social-democratas austríacos, primeiro em Brünn (Brno), Tchecoslováquia, e depois em Bruxelas, Bélgica e, finalmente, em Paris. Ele continuou seu trabalho literário e teórico até sua morte.
Bauer morreu de insuficiência cardíaca em Paris em 4 de julho de 1938, aos 56 anos, apenas quatro meses após a Áustria ter se tornado parte do Terceiro Reich nazista.
Sua irmã, Ida Bauer, era paciente de Sigmund Freud, que publicou um famoso estudo de caso sobre ela usando o pseudônimo de Dora.

## Citações
- “O princípio pessoal quer organizar as nações não em órgãos territoriais, mas em simples associações de pessoas”, in Socialdemocracy and the Nationalities Question, 1907.
- "No Turquestão e no Azerbaijão, monumentos a Marx ficam em frente às mesquitas, e o mulá na Pérsia mistura citações de Marx com passagens do Alcorão quando convoca o povo para a Guerra Santa contra o imperialismo europeu." Marx als Mahnung (1923), p. 83

## Principais obras

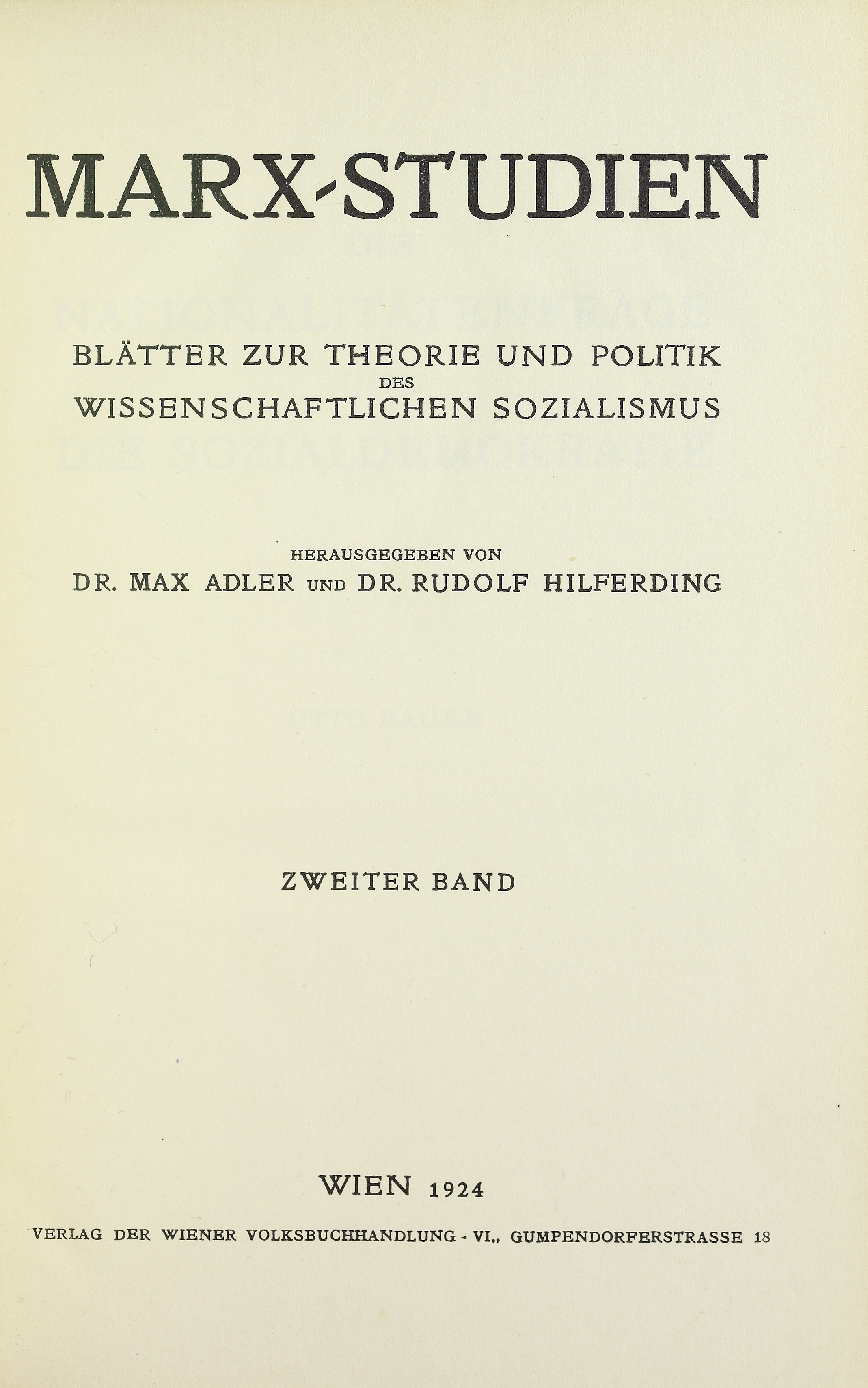
Nationalitätenfrage und die Sozialdemokratie, 1924

- Socialdemocracia e a questão das nacionalidades (1907)
- A Revolução Mundial (1919)
- The Road to Socialism (1919)
- Bolchevismo ou social-democracia? (1920)
- O Novo Curso da Rússia Soviética (1921)
- A Revolução Austríaca (1923)
- Fascismo (1936)
- A crise da democracia (1936)
- Entre duas guerras mundiais? (1936)